# The Temple Institute
The Temple Institute (מכון המקדש) is een museum, onderzoeksinstituut en educatief centrum in de Oude Stad van Jeruzalem.
The Temple Institute werd opgericht in 1987 en is gewijd aan de twee tempels in Jeruzalem (de Eerste Tempel en Tweede Tempel). Het museum staat in de Joodse Wijk.

## Galerij

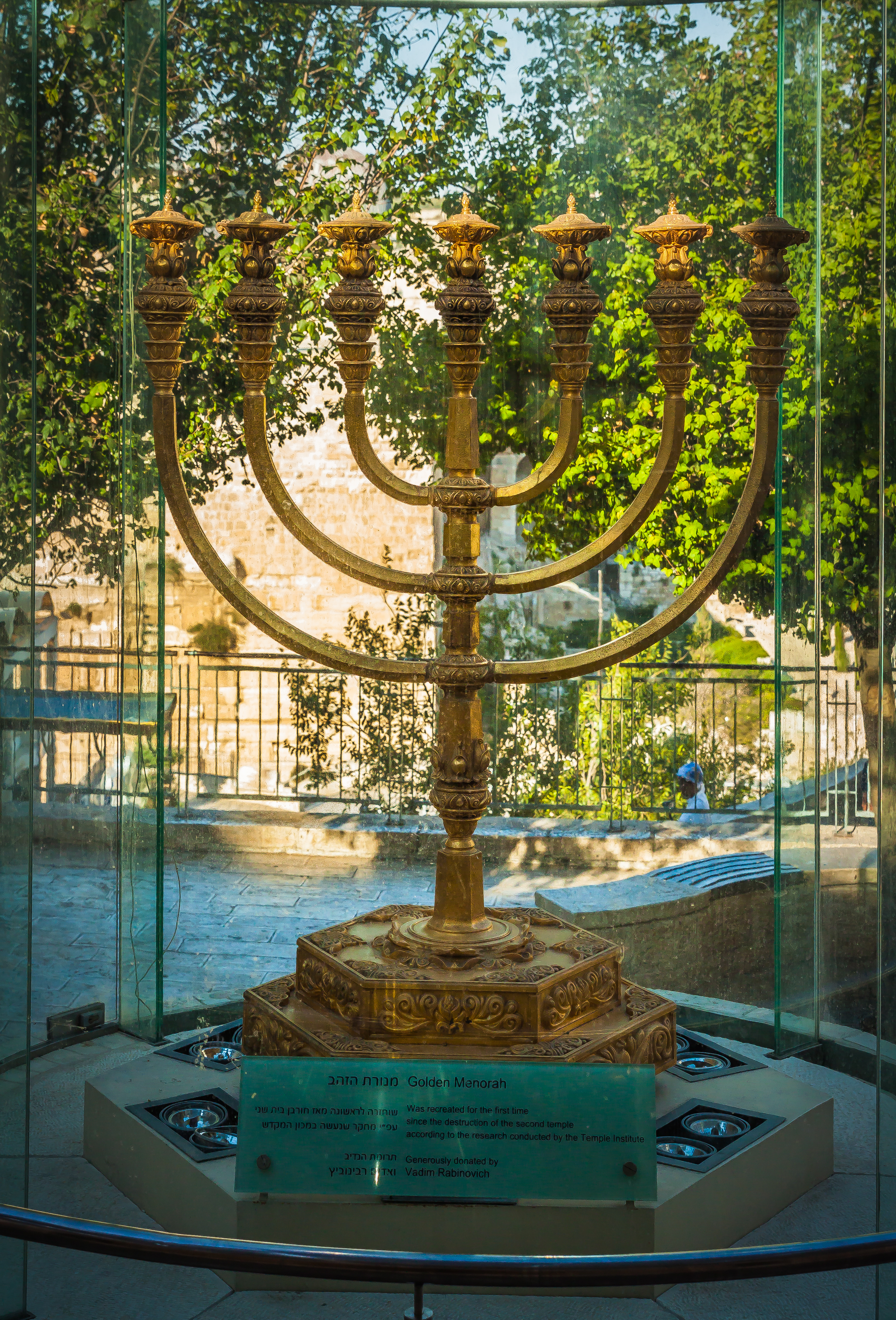
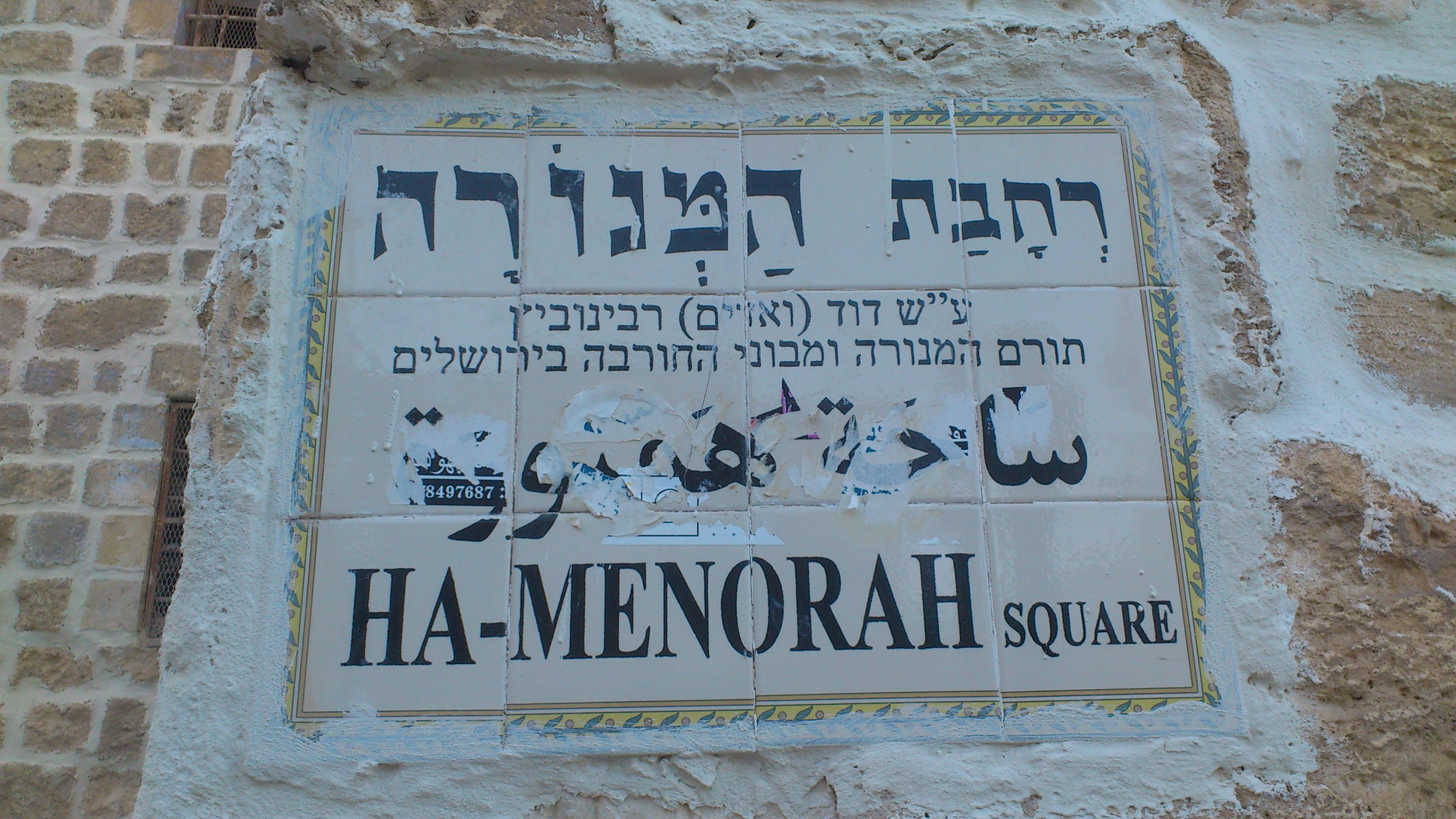